# Manuel de Ascázubi y Matheu

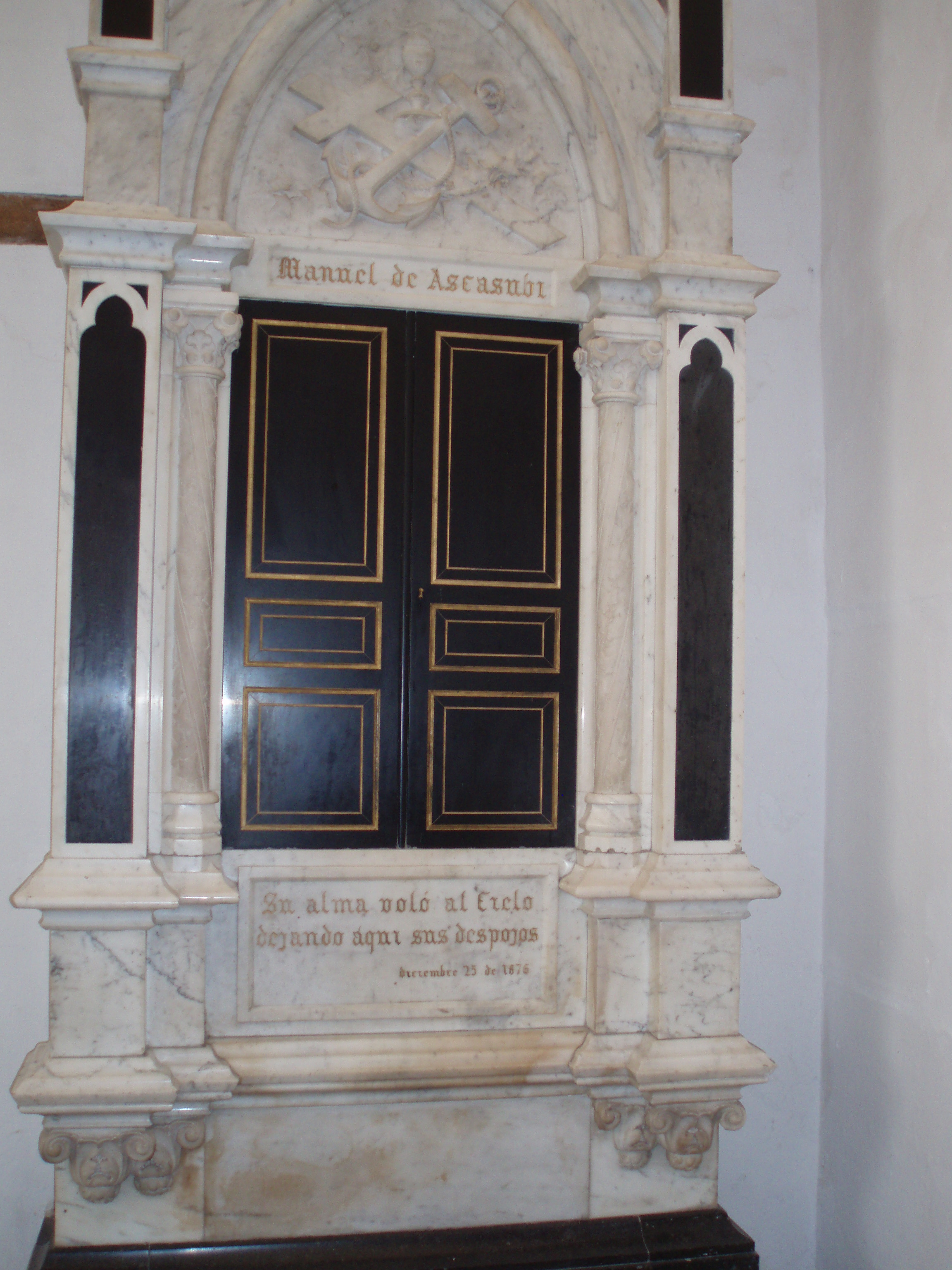
Tumba del expresidente Manuel de Ascázubi y Matheu

Francisco Javier Manuel de Ascázubi y Matheu (Quito, 30 de diciembre de 1804 - Quito,  25 de diciembre de 1876) fue un político, militar y terrateniente ecuatoriano; Encargado del Poder Ejecutivo del Ecuador entre 1849 - 1850 y en 1869 y  Vicepresidente del Ecuador entre 1847 - 1849

## Biografía
Fue hijo de José Javier de Ascázubi y Matheu y de Mariana de Matheu y Herrera; ambos vinculados con las casas nobiliarias de los Marqueses de Maenza y los Condes de Puñonrostro. Su padre era considerado un disidente por haber participado de la Primera Junta de Gobierno Autónoma de Quito, por lo que fue perseguido desde el 2 de agosto de 1810 hasta el día de su fallecimiento, permaneciendo oculto el resto de su vida, sin poder siquiera asistir a la muerte temprana de su esposa en 1815. Falleció cuando Manuel, su hijo primogénito, estaba en plena juventud; debido a estos motivos, su formación fue incompleta, vacío que suplió con autoeducación.
Desde joven se distinguió por la entereza de su ánimo, la severidad de su patriotismo y el anhelo vehemente de hacer efectiva esa libertad que tan costosa había sido para su padre y los próceres de 1809. Una patria gloriosa y libre fue el anhelo de su vida y a la patria consagró sus afanes, su autoridad, su cuantiosa fortuna y sus talentos; dedicando sus actividades a la noble carrera de las armas y las letras. 
Su hermana, Rosa de Ascázubi y Matheu contrajo matrimonio con Gabriel García Moreno, quien se convertiría en uno de los presidentes más controvertidos de la historia ecuatoriana.

### Matrimonio y descendencia
Contrajo matrimonio con Carmen Salinas de la Vega, hija menor de quien igual que su padre, había sido prócer de la revolución quiteña de 1809: Juan de Salinas y Zenitagoya. De su matrimonio nacieron cuatro hijas: 
- Avelina de Ascázubi y Salinas
- María de Ascázubi y Salinas
- Dolores de Ascázubi y Salinas
- Josefina de Ascázubi y Salinas

El rico terrateniente José María Lasso de la Vega y Aguirre se casó con dos de sus hijas, Dolores y Avelina. Hijos del matrimonio fueron Juan Manuel Lasso y  Ascázubi y Avelina Lasso y Ascázubi.
Su nieto el coronel Juan Manuel Lasso de la Vega y Ascázubi fue un importante político, filántropo, agricultor y soldado en Ecuador. Participó en las guerras entre liberales y conservadores, además fue candidato presidencial en las elecciones presidenciales de 1924.  
Su nieta, Avelina Lasso de la Vega y Ascázubi, se casó con Leónidas Plaza Gutiérrez (presidente de la República en dos ocasiones: 1901-1905 y 1912-1916); y por lo tanto fue bisabuelo del también presidente Galo Plaza Lasso.
Su nieto, Neptalí Bonifaz, hijo de Josefina de Ascázubi y Salinas y de Neptalí Bonifaz Febre y Zanabria, fue elegido presidente de la República en las elecciones presidenciales de 1931, sin embargo no pudo ejercer el cargo debido de la llamada Guerra de los Cuatro Días.

## Carrera política
Políticamente no se vio satisfecho con algunas realizaciones de gobernantes anteriores; por eso militó en la oposición a Juan José Flores y Vicente Rocafuerte.
Figuró en las filas de la sociedad nacionalista de El Quiteño Libre y en la Batalla de Miñarica. 
Se destacó como senador en 1846 y 1847.

## Encargo del Poder Ejecutivo del Ecuador (1849-1850)
Fue elegido como Vicepresidente de Vicente Ramón Roca en 1847. Llegó al poder político tras concluir el período constitucional de Vicente Ramón Roca en 1849, y el empate técnico en las elecciones presidenciales que no decidían entre Antonio Elizalde y Diego Noboa y Arteta. Este era un encargo provisional, realizada por el poder legislativo. En ese entonces, nombró a José Félix Valdivieso como Ministro de Hacienda y a Benigno Malo como Ministro de Gobierno, Relaciones Exteriores, Guerra y Marina.
Sus colaboradores Malo y Valdivieso le ayudaron a realizar una eficiente administración con reformas en el aspecto económico, implementado importantes innovaciones. 
Su gobierno administró los fondos públicos del Estado con honestidad y claridad. Para reducir el déficit presupuestario de los fondos públicos y lograr pagar a los funcionarios sus salarios, (especialmente en el ejército ecuatoriano) utilizó su riqueza personal para enfrentar este problema.
Inició la reforma de los hospitales, aumentándoles las rentas y colocando su dirección en personas capaces y generosas. Fundó en Cuenca una escuela de obstetricia y en Guayaquil reabrió la Escuela Náutica. Estableció escuelas dominicales para el pueblo y creó escuelas en los cuarteles para la instrucción de los soldados.
Intentó introducir a la Compañía de Jesús en el territorio ecuatoriano. Sin embargo su solicitud fue denegada por los jesuitas de la Nueva Granada (actual República de Colombia) a los que había llamado a instalarse en el país.
El general José María Urbina había fijado su domicilio en Guayaquil y valiéndose de su influencia sobre el ejército ecuatoriano realiza una conspiración contra el gobierno encargado de Manuel de Ascázubi bajo pretexto de varios delitos; entre ellos constituir el gabinete con hombres afines a Juan José Flores. Junto al coronel Francisco Robles que ejercía como jefe de la guarnición de Guayaquil subleva a la guarnición contra el gobierno el 20 de diciembre de 1849 sin embargo el pueblo de Guayaquil impide la sublevación militar.
Llamado a la capital (Quito) por el gobierno manipuló con astucia y logró que no le castiguen. El presidente encargado Ascázubi decide cambiar a los mandos militares de Guayaquil y reemplazar a Robles como jefe de la guarnición. El cambio se produjo el 19 de febrero de 1850, sin embargo Robles apoyado por el general Guillermo Bodero Franco (primo de Diego Noboa) consigue por la noche la adhesión de la guarnición de Guayaquil contra Ascázubi. Los jefes militares designados por Ascázubi fueron apresados, no menos que el gobernador de la provincia y algunos funcionario civiles.
Una Asamblea popular convocada en Guayaquil por el general José María Urbina (qué ejercía de facto la Jefatura Civil y Militar de Guayaquil) elige a Diego Noboa como Jefe Supremo el 2 de marzo de 1850. El 10 de junio de 1850 Quito lo reconoce como Jefe Supremo al renunciar al poder político Ascázubi.

### Ministros de Estado
| Ministerio                                                     | Ministro              |
| -------------------------------------------------------------- | --------------------- |
| Ministerio de Gobierno, Relaciones Exteriores, Guerra y Marina | Pablo Vásconez        |
| Ministerio de Gobierno, Relaciones Exteriores, Guerra y Marina | Benigno Malo          |
| Ministerio de Hacienda                                         | José Félix Valdivieso |

Fuente:

## Alcaldía de Quito
En diciembre de 1860 fue elegido como Presidente del Concejo Municipal de Quito, cargo que ejerció entre el 1 de enero y 31 de diciembre de 1861. Durante su administración se aprobó el presupuesto para construir la tubería que llevaría agua desde San Roque hasta los baños municipales, se enfrentó al gobierno de su cuñado, el presidente Gabriel García Moreno (1861-1865) por entrometerse en asuntos de competencia exclusiva del Municipio, así como a invasores, tanto terratenientes como indígenas, que se apoderaron de terrenos del Cabildo en los alrededores de la ciudad.

## Segundo Encargo del Poder Ejecutivo del Ecuador (1869)
El 16 de enero de 1869, Gabriel García Moreno lideró el derrocamiento del presidente Javier Espinosa y fue declarado por una junta de notables Presidente Interino y a Ascázubi, su cuñado, como Vicepresidente Interino, ejerciendo el poder de facto entre el 16 de enero al 16 de mayo de 1869. García Moreno convocó a una nueva asamblea constituyente para restablecer el orden constitucional, prometiendo que no aceptaría ser presidente nuevamente, pero a pesar de esto, la asamblea de mayoría conservadora ratificó a García Moreno como presidente interino y a Manuel de Ascázubi como vicepresidente interino, pero García Moreno no aceptó el cargo, por lo que la asamblea constituyente le entregó el cargo a Ascázubi hasta la elección del nuevo presidente constitucional, asumiendo como presidente interino.
Ascázubi gobernó entre el 16 de mayo al 10 de agosto de 1869, enfocando su gobierno principalmente en la legalización de los actos realizados por García Moreno durante su gobierno de facto y en la promulgación de las leyes y transformaciones estatales establecidas por la asamblea constituyente, comenzando a construir el estado bajo las normas de la Carta Negra, además de coordinar el retorno de García Moreno a la presidencia y asegurar su elección como presidente constitucional realizándolo al darle el cargo de Ministro de Hacienda durante su gobierno.

### Ministros de Estado
| Ministerio                                      | Ministro                 |
| ----------------------------------------------- | ------------------------ |
| Ministerio de Guerra y Marina                   | Francisco Javier Salazar |
| Ministerio del Interior y Relaciones Exteriores | Pablo Herrera            |
| Ministerio de Hacienda                          | Gabriel García Moreno    |

Fuente:

## Sucesión
| Predecesor: Pablo Merino                     | Vicepresidente de la República del Ecuador 15 de octubre de 1847 - 15 de octubre de 1849               | Sucesor: Pacífico Chiriboga     |
| Predecesor: Vicente Ramón Roca               | Encargado del Poder Ejecutivo de la República del Ecuador 15 de octubre de 1849 - 10 de junio de 1850  | Sucesor: Diego Noboa (de facto) |
| Predecesor: Desconocido                      | Presidente del Concejo Municipal de Quito 1 de enero de 1861 - 31 de diciembre de 1861                 | Sucesor: Desconocido            |
| Predecesor: Pedro José de Arteta             | Vicepresidente de la República del Ecuador (Interino) 16 de enero de 1869 - 16 de mayo de 1869         | Sucesor: Francisco León Franco  |
| Predecesor: Gabriel García Moreno (de facto) | Encargado del Poder Ejecutivo de la República del Ecuador 16 de mayo de 1869 - 10 de agosto de 1869    | Sucesor: Gabriel García Moreno  |
| Predecesor: Francisco Javier León            | Ministro de lo Interior y Relaciones Exteriores del Ecuador 6 de agosto de 1875 - 6 de octubre de 1875 | Sucesor: Rafael Pólit Cevallos  |